# Jorge Maestre
Jorge Maestre es un escultor nacido en Valledupar, Departamento del Cesar, Colombia.
Es autor de obras como el Cacique Upar, Los poporos, la Sirena Vallenata, Homenaje al viajero, Homenaje a Hernando Santana, entre otras.
Estudió en la Escuela de Bellas Artes, de Barranquilla, y allí fue que inició su trayecto laboral. Algunos años más tarde regresó a Valledupar, donde le ofrecen una cátedra de arte y la restauración de la iglesia Valencia de Jesús. En 1983 fundó y fue primer director de la Escuela de Bellas Artes de Valledupar. Después de unos estudios sobre fundición en bronce y dirección cinematográfica en Bogotá, regresó a su ciudad natal y desde entonces se dedicó a colaborar con el Festival de la Leyenda Vallenata, para el cual realiza escenografías de gran creatividad, utilizando diversos recursos. La Asociación Folclor Latinos Unidos, de Queens le contrató para elaborar pequeñas estatuas que constituyeron los trofeos en el primer Festival Vallenato Internacional en Nueva York.
Actualmente proyecta dedicarse al cine, medio a través del cual anhela mostrar al mundo la idiosincrasia de su pueblo, tal como lo viene haciendo con la escultura.
- Datos: Q5935533